# Марасулов, Якубжан
Якубжан Марасулов — советский хозяйственный и государственный деятель, лауреат Государственной премии СССР за выдающиеся достижения в труде.

## Биография
Родился в 1938 году на территории современной Андижанской области. Член КПСС.
В 1958—1991 — машинист экскаватора, бригадир экскаваторщиков Шахриханского строительно-монтажного управления треста «Андижанирстрой» Министерства водного хозяйства и мелиорации Узбекской ССР.
В 1980 году бригада Марасулова выполнила десять годовых заданий с начала пятилетки, выполнив объём земляных работ, превышающий 1,2 млн кубометров при плане в 550 тыс. кубометров. Бригадой было сэкономлено около 20 тыс. т. горюче-смазочных материалов.
За высокоэффективное использование техники, внедрение прогрессивной технологии в кормопроизводство, в мелиоративном и сельском строительстве был в составе коллектива удостоен Государственной премии СССР за выдающиеся достижения в труде 1980 года.
Делегат XXVI съезда КПСС.
Жил в Андижане.

## Награды
- Орден Трудовой Славы II степени
- Орден Трудовой Славы III степени